# Gustavo Milano
Gustavo Milano (* 11. Februar 1961 in Rosario) ist ein ehemaliger argentinischer Rugbyspieler. Er nahm 1987 mit der argentinischen Rugby-Union-Nationalmannschaft an der Rugby-Union-Weltmeisterschaft teil.